# Albrecht Schläger
Albrecht Schläger (* 4. September 1942 in Marktredwitz) ist ein deutscher Politiker (SPD) und Vizepräsident des Bundes der Vertriebenen.
Der bayerische SPD-Politiker aus Hohenberg an der Eger ist von Beruf Diplom-Ingenieur (FH) und Förster, war jahrelang Mitglied im Stadtrat und schließlich Bürgermeister von Hohenberg sowie Abgeordneter im Bayerischen Landtag. 
Schläger ist evangelisch und verheiratet, er ist Mitglied des Kuratoriums des Hauses des Deutschen Ostens in München, Mitglied der Seliger-Gemeinde und der Sudetendeutschen Landsmannschaft und seit Mai 2006 Generalsekretär des Sudetendeutschen Rates. Im Bayerischen Landtag war er Sprecher für Vertriebenen- und Spätaussiedlerfragen 
der SPD-Fraktion. Schläger, der auch Vizepräsident des Bundes der Vertriebenen (BdV) und Mitglied im Verwaltungsrat des  deutsch-tschechischen Zukunftsfonds ist, engagiert sich für die Einrichtung eines europäisch ausgerichteten Zentrums gegen Vertreibungen in Berlin.